# Odrava
Odrava (in tedesco Kulsam) è un comune della Repubblica Ceca facente parte del distretto di Cheb, nella regione di Karlovy Vary.

## Geografia fisica
Il villaggio sorge vicino al bacino dell'Ohře, sulla riva destra dell'omonimo fiume (Wondreb in tedesco).
I comuni limitrofi sono Ava e Sebenbach ad ovest, Nebanice, Chotikov, Vackovec, Hartousov, Hnevin e Pochlovice a nord, Hlinova, Rollessengrun, Thurn e Liboc ad est e Lipoltov, Scheibenreuth, Jesenice e Drenice a sud.

## Storia
La prima citazione scritta del paese risale al 1370, ma si ipotizza che esso risalga al XIII secolo. Odrava è stato uno dei più antichi villaggi in quella zona. Sotto il regno di Ottocaro I di Boemia il villaggio passò alla regione della Boemia, ma nel 1322 tornò al distretto di Cheb. Diventa un comune autonomo solo nel XX secolo.

## Economia
La fabbrica di argilla, la più importante di tutto il distretto, risale al 1864. Essa era fornita di 7 forni fusori, 10 ruote del vasaio, 6 stufe e 3 presse idrauliche e dà lavoro a 50 uomini e 20 donne. Ogni anno produce 400000 bottigliette di acqua minerale, 6000 tubi per condutture d'acqua, 100000 tubi midollari, 300000 mattoni e 100000 tegole. L'impianto è rimasto questo fino al 1875, quando è stato necessario procurare altre apparecchiature, probabilmente a causa della concorrenza di altre grandi fabbriche ceche. Nel 1886 la fabbrica fu chiusa.
Successivamente l'economia del villaggio si incentrò maggiormente sull'agricoltura. Infatti, grazie alla vicinanza del fiume omonimo, le terre del villaggio erano molto fertili.

## Località ed attrazioni
- Castello Mostov (1850[4]); nel più breve tempo possibile, è prevista per la ricostruzione dell'edificio, che dovrebbe servire da negozio di ceramica, museo della ceramica, sala concerti e albergo.[5]
- Ponte di pietra lungo il fiume Odrava, costruito nel 1841[4]
- Torre, 637 metri s.l.m.
- Piste ciclabili e campi per equitazione, golf e tennis[6]
- Museo
- Teatro
- Galleria fotografica
- Campeggio
- Casinò

## Geografia antropica

### Frazioni
- Odrava
- Dobroše
- Mostov
- Obilná
- Potočiště

## Società

### Evoluzione demografica
| Anno        | 1930 | 1939 | 2006 | 2008 | 2011 |
| ----------- | ---- | ---- | ---- | ---- | ---- |
| Popolazione | 130  | 142  | 215  | 222  | 218  |

## Galleria d'immagini

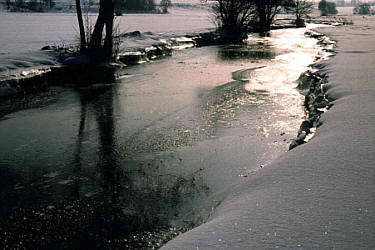
Fiume Odrava.
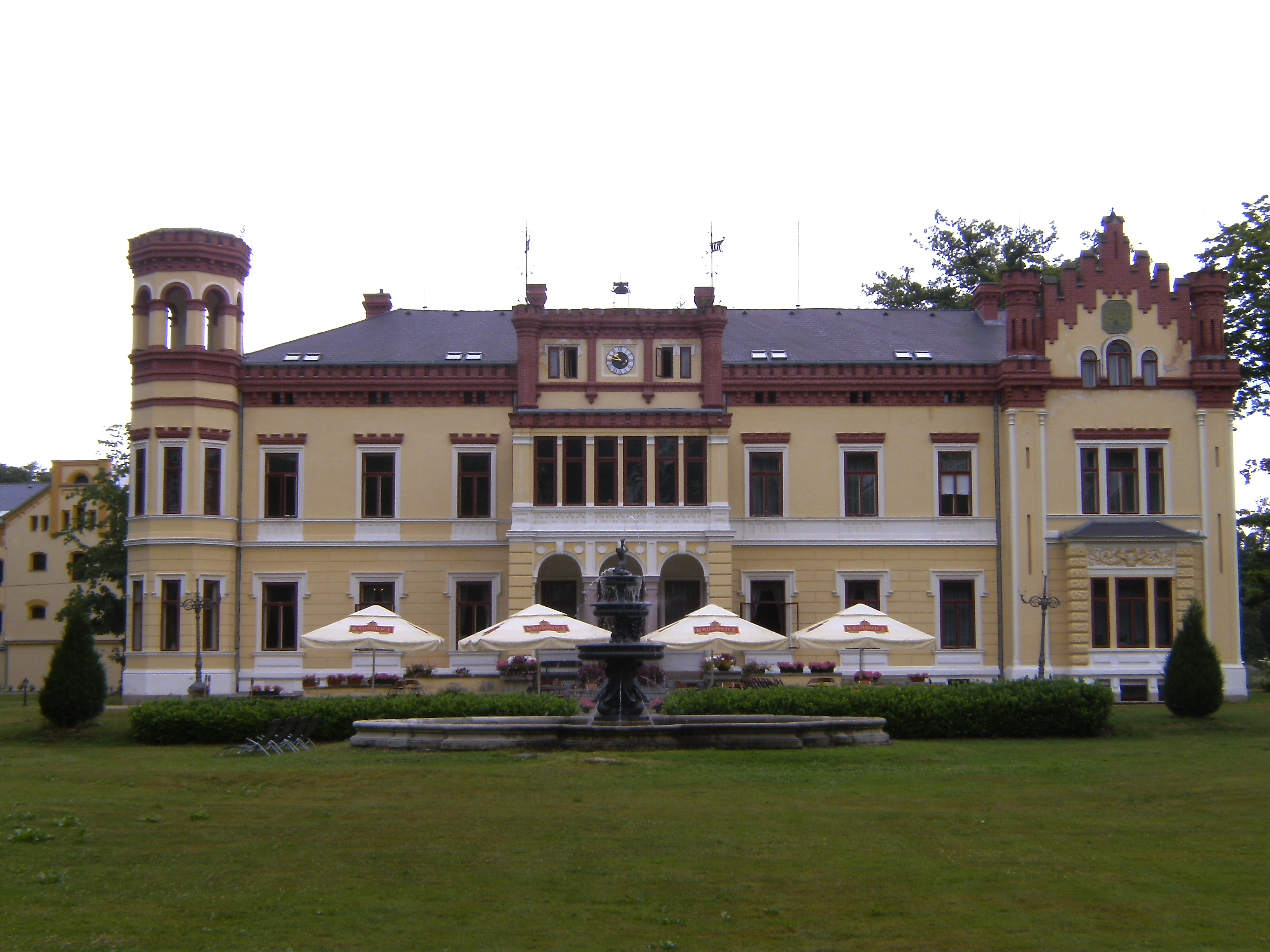
Castello Mostov.
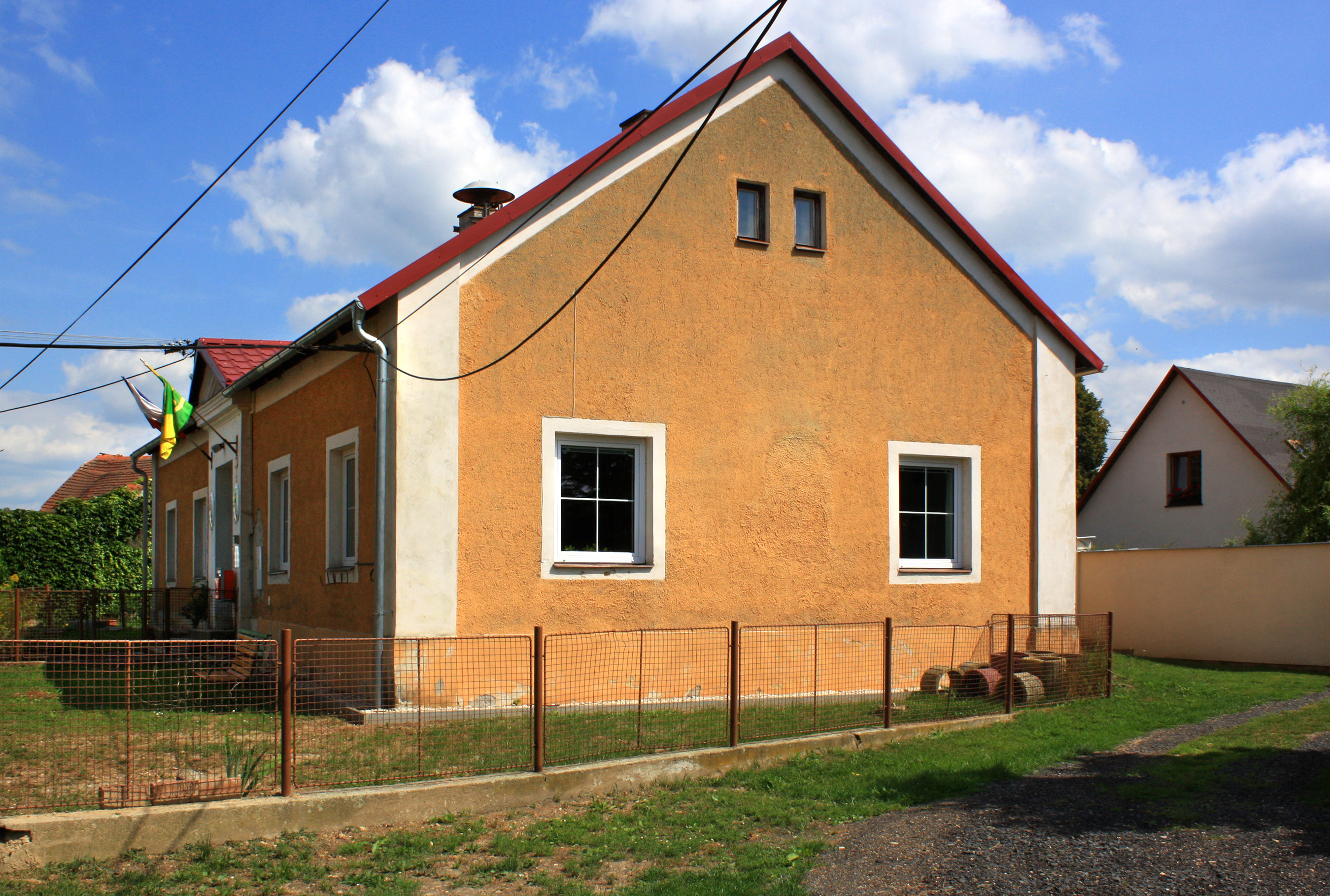
Municipio.